# Операција Криваја ’95
Операција Криваја или Операција Криваја 95 је шифровани назив војне операције коју је Војска Републике Српске реализовала током рата у Босни и Херцеговини у периоду од 6. до 25. јула 1995. године.

## Операција
У раним јутарњим сатима 6. јула 1995. године, Војска Републике Српске започела је интензивну артиљеријску паљбу на положаје 282. бригаде 28. дивизије АРБиХ, коју је предводио мајор Ибро Дудић. Непосредно након тога уследили су пешадијски напади. Током дана, борбе су се посебно распламсале на југоисточним прилазима Сребреници, уз ангажовање више јединица ВРС, укључујући Зворничку бригаду, вукова са Дрине и 10. диверзантски одред. Након више узастопних напада на положаје 28. дивизије АРБиХ, линије одбране нису биле пробијене. У тим дејствима рањена су тројица бораца Вукова са Дрине, након чега је Пандуревић донео одлуку о прегруписавању снага Зворничке пјешадиске бригаде и њиховом упућивању као појачање Вукова са Дрине, са правцем напада Јавор–Биљег. У операцију су укључена и два тенка Т-55. За следећи дан планиран је напад у 06:00 часова, али због неповољних временских услова напад је одложен, што је команда и прихватила. Тек наредног дана, када се магла подигла, створени су услови за наставак операције.
Јутро 8. јула 1995. године освануло је са неизвесношћу да ли ће ВРС обновити напад. Током претходне ноћи, снаге ВРС испалиле су 275 артиљеријских пројектила у ширем рејону Сребренице. Под ударом се поново нашла и посматрачка тачка УН снага — Фокстрот. Око 13:45, један српски тенк пробио је зидине посматрачнице, која је затим фактички пала у руке ВРС. Истог дана, јединице ВРС потиснуле су 28. дивизију АРБиХ и заузеле село Чичевци. Пошто су јединице ВРС, у оквиру Вукова са Дрине и Зворничке бригаде, 9. јула 1995. године напредовале са јужне стране и приближиле се Сребреници (претходнице Вукова са Дрине избиле су на око 1 км од центра града), очекивало се да наредног дана започне фаза директног уласка у град. Међутим, 28. дивизија АРБиХ је 10. јула у 04:00 часова извела снажан противудар на правцима Бојна–Рајне–Пусмулићи–Живково Брдо (кота 780), као и у зони пута Сребреница–Биљег–Зелени Јадар.
Према различитим проценама, у овом нападу учествовало је између 3.500 и 4.000 бораца 28. дивизије АРБиХ. Најјачи удар био је усмерен на фронт вукова са Дрине. По предњим линијама ВРС у кратком времену сручен је велики број минобацачких и тромблонских пројектила. Упркос сопственим губицима, снаге АРБиХ напредују у стрељачком поретку, потискујући јединице ВРС ка почетним положајима. Изласком претходница 28. дивизије на Живково брдо, ситуација постаје веома озбиљна. Јужни сектор фронта је у пламену, али вишеструко малобројније јединице ВРС, захваљујући маневарским способностима, успевају да се повуку на повољније позиције и избегну директан судар са већим снагама. Приликом повлачења, јединице ВРС трпе знатне губитке, десетине погинулих и рањених. Команда ВРС, која руководи операцијом, доноси одлуку да из резерве хитно убаци све расположиве снаге ради стабилизације фронта. У зону борби упућују се оклопно-механизована чета, вод „Прага“ и око 200 припадника Вукова са Дрине под командом „Легенде“. У операцију се укључују и локални мештани ради одбране својих села. Појава „Прага“ северно од Зеленог Јадра представља прекретницу у бици. Искусне посаде дејствују концентрисаном ватром према Живковом брду и Пусмулићима, изазивајући панику међу снагама 28. дивизије АРБиХ. Убрзо се у напад укључују и тенкови, тзв. „троцевци“ и минобацачи. Искористивши дезорганизацију противника, „Вукови“ под командом „Легенде“ изводе фронтални јуриш и преузимају Дебело Брдо (кота 780).
Истовремено, „Праге“ са два М55 троцевца самоиницијативно напредују ка Сребреници, дејствујући обележавајућим и разорним гранатама по околној шуми, отварајући пут пешадији. Под ватром, снаге 28. дивизије АРБиХ започињу повлачење и распадају се у више колона, од којих многе губе контакт са главнином и постају мета заседних група ВРС. Левокрилна колона ТГ-1, коју предводе Вукови са Дрине, наставља напад са Дебелог Брда, заузима Пусмулићи, а „Праге“ настављају дејства по повлачeњу непријатеља према Бојна и Рајне. Деснокрилна колона ТГ-1 избија на плато код Рајна и спаја се са снагама из Пусмулића, настављајући гоњење. У том периоду ВРС има 7 погинулих и 9 тешко рањених. Оклопно-механизована група са „Прагама“ наставља продор без заустављања.
Услед овог продора, пада и село Бојна, последња линија одбране пред самим градом. У вечерњим сатима, снаге ВРС заузимају радио-релеј на брду изнад Сребренице. После неуспешног контранапада, 28. дивизија АРБиХ губи иницијативу, а отпор на целом фронту почиње да се ломи. НАТО авиона није било на видику, иако је у 8 сати холандски батаљон формално захтијевао потврду интервенције, али одговора није било. НАТО удари су захтијевани још два пута, али је поново дошло до проблема око одређивања мета, а у једном тренутку се чак покварио и факс којим су се размјењивали подаци. У међувремену ВРС је отпочела са гранатирањем позиција унутар Сребренице. У 14:07 прва група припадника ВРС, на челу са Винком Пандуревићем улази у град, са јужне стране. НАТО удара и даље није било. Са њима је у град ушла и група од 10 грчких добровољаца којима је командовао „Антонио“, који је при заузимању првих позиција поставио грчку заставу на цркви.
У међувремену главнина снага 28. дивизија креће у пробој према Тузли. На велико изненађење, и муслиманске а и српске стране, 33 минуте након уласка првих српских војника у град, НАТО авијација бомбардује српске положаје код села Бољна. Том приликом је уништено командно мјесто и једно санитетско возило јединице Вукова са Дрине. Око 16 сати близу 1.500 српских војника се већ налазило у Сребреници. Истовремено је заузето и командно мјесто 28. дивизије, које се налазило у ресторану Ловац.

## Последице
Пад Сребренице је најпознатији и идеологизовани догађај у грађанском рату у БиХ 1992 – 1995. године. Иако је Савет безбедности Организације уједињених нација 18. априла 1993. године, резолуцијом 819, место Сребреница прогласио за демилитаризовану зону под заштитом УН; ипак је ВРС 11. јула 1995. заузела Сребреницу.
Према првој верзији, 28. дивизија АРБиХ није пружала отпор Србима, све док нису у ноћи између 11. и 12. јула војно способни муслимански мушкарци, од 12.000 – 15.000 људи, напустили енклаве да би извршили пробој према Тузли и Кладњу. Жртава на муслиманској страни је било између 1.800 и 2.000. У Поточарима су мушкарци одвојени од 25.000 жена и дјеце које су аутобусима одведене у правцу Кладња - територије под контролом Армије РБиХ. Више од 50 Бошњака мушкараца су пали као жртва линчовања и крвне освете од стране припаднике ВРС. Од 500 – 700 мушкараца, укључујући и Ибрана Мустафића, су били заробљени па отпуштени из затвора током пролећа 1996. године. Поред тога, осам припадника 10. диверзантског одреда ВРС су учествовали у стрељању 153 Муслимана из Сребренице 16. јула 1995. године на пољопривредном добру Брањево код Пилице.
Према другој верзији, геноцид у Сребреници подразумијева масовна планска убиства око 8.000 бошњачких мушкараца и дјечака између 13 и 77 година. Бивши помагач фашистичког окупатора и припадник дивизија СС-а Ханџар Алија Изетбеговић окарактерисао је масакр у Сребреници као ”највећи геноцид у Европи после Другог светског рата”. Међународни суд правде (МСП) у Хагу је 26. фебруара 2007. у пресуди по тужби БиХ против СРЈ, овај злочин није описао као геноцид. 11. јул је у Европском парламенту 15. јануара 2009. године проглашен „Даном сећања на сребренички геноцид“.
Пад Жепе (заштићене зоне од 6. маја 1993. године) је мање познати и прећутан догађај. Срби су напали муслиманску енклаву у Жепи 13. јула, да би је коначно освојили тек 25. јула 1995. године. Резултат те акције је био 70 погинулих Жепљака, око 10.000 евакуисаних и 150 – 200 рањених према Кладњу и Сарајеву, као и 1.500 ратних заробљеника. Једина жртва пада Жепе је био пуковник АРБиХ Авдо Палић, који је нестао 27. јула 1995. године током преговора са представницима српске војске о евакуацији цивилног становништва Жепе.
Одмах након пада Сребренице и Жепе, НАТО је изразио спремност да авиони НАТО бомбардују српске положаје у источној Босни, да би спречили пад треће „заштићене зоне“ - Горажде. Тврђења да је након пада Сребренице „нестало“ 7–10 хиљада Бошњака, „сателитски снимци масовних губилишта“ око Сребренице и монтирана експлозија на Маркалама 28. августа 1995. године, били су повод за НАТО интервенцију. НАТО бомбардовање је пружило подршку Хрватима и Бошњацима, што је довело до Дејтонског мировног споразума и краја рата у Босни и Херцеговини.

## Циљ операције Криваја
У пресуди коју је изрекао хашки трибунал генералу ВРС Радиславу Крстићу је констатовано да је циљ операције Криваја 95 био да се умањи територија заштићене зона Сребреница, тако да обухвата само урбани центар града.